# Episodi di Monty Python's Flying Circus (terza stagione)

Titoli di testa.

| nº    | Titolo originale                             | Titolo italiano                              | Prima TV UK      | Prima TV Italia |
| ----- | -------------------------------------------- | -------------------------------------------- | ---------------- | --------------- |
| 1-27  | Whicker's World                              | Il mondo di Whicker                          | 19 ottobre 1972  |                 |
| 2-28  | Mr. & Mrs. Brian Norris' Ford Popular        | La Ford Popular di Mr. e Mrs. Braian Norris  | 26 ottobre 1972  |                 |
| 3-29  | The Money Programme                          | Il programma dei soldi                       | 2 novembre 1972  |                 |
| 4-30  | Blood, Devastation, Death, War and Horror    | Sangue, devastazione, morte, guerra e orrore | 9 novembre 1972  |                 |
| 5-31  | The All-England Summarize Proust Competition | La gara inglese di riassunto di Proust       | 16 novembre 1972 |                 |
| 6-32  | The War Against Pornography                  | La guerra contro la pornografia              | 23 novembre 1972 |                 |
| 7-33  | Salad Days                                   | Gli anni verdi                               | 30 novembre 1972 |                 |
| 8-34  | The Cycling Tour                             | Il giro in bici                              | 7 dicembre 1972  |                 |
| 9-35  | The Nude Organist                            | L'organista nudo                             | 14 dicembre 1972 |                 |
| 10-36 | E. Henry Thripshaw's Disease                 | La malattia di E. Henry Thripshaw            | 21 dicembre 1972 |                 |
| 11-37 | Dennis Moore                                 | Dennis Moore                                 | 4 gennaio 1973   |                 |
| 12-38 | A Book at Bedtime                            | Un libro prima di dormire                    | 11 gennaio 1973  |                 |
| 13-39 | Grandstand                                   | Tribuna                                      | 18 gennaio 1973  |                 |

## Il mondo di Whicker
- Titolo originale: Whicker's World
- Diretto da: Ian MacNaughton
- Scritto da: Graham Chapman, John Cleese, Michael Palin, Eric Idle, Terry Jones, Terry Gilliam
- Guest star: Lyn Ashley, Connie Booth, Rita Davies, Nigel Jones

### Sketch
- Scena in tribunale - Pluriomicida
- Cartone animato - I detective esaminano un prigioniero
- Saga islandese - Saga di Njorl
- Scena in tribunale - Vichingo
- Notizie dalla borsa
- La signora Premessa e la signora Conclusione vanno a trovare Jean-Paul Sartre
- L'isola di Whicker

## La Ford Popular di Mr. e Mrs. Braian Norris
- Titolo originale: Mr. & Mrs. Brian Norris' Ford Popular
- Diretto da: Ian MacNaughton
- Scritto da: Graham Chapman, John Cleese, Michael Palin, Eric Idle, Terry Jones, Terry Gilliam
- Guest star: Julia Breck, Ringo Starr, Lulu

### Sketch
- Emigrazione da Surbiton a Hounslow
- La campagna di assicurazione sulla vita degli scolari
- Come liberare il mondo da tutte le malattie conosciute
- La signora Niggerbaiter esplode
- Il parroco rappresentante
- Cartone animato - Schema di anatomia
- Club agricolo: "Vita di Tschaikowsky"
- Teatro dei jeans
- Cartone animato - Cerimoniere
- Il ballo dei pesci in faccia
- Cartone animato - Il pesce nazionalista
- Prima Guerra Mondiale - Abbandonate la nave!
- La BBC è a corto di fondi
- Il gatto con gli stivali
- "E'" - Talk show

## Il programma dei soldi
- Titolo originale: The Money Programme
- Diretto da: Ian MacNaughton
- Scritto da: Graham Chapman, John Cleese, Michael Palin, Eric Idle, Terry Jones, Terry Gilliam
- Guest star: Carol Cleveland, Rita Davies

### Sketch
- Il programma dei soldi
- La canzone dei soldi
- Elisabetta L
- Squadra frodi cinematografiche
- Cartone animato - La polizia a caccia dell'uomo che si spaccia per Visconti
- Il vescovo morto
- Cartone animato - Paradiso/La donna nella giungla
- Il ristorante nella giungla
- Scuse per violenza e nudità
- "Il club di giardinaggio" di Kenn Russel
- Il mondo perduto di Roiurama
- Sei minuti in più di "Il circo volante dei Monty Python"
- La clinica per litigare
- L'ispettore Flying Fox di Scotland Yard
- Un altro minuto di "Il circo volante dei Monty Python"

## Sangue, devastazione, morte, guerra e orrore
- Titolo originale: Blood, Devastation, Death, War and Horror
- Diretto da: Ian MacNaughton
- Scritto da: Graham Chapman, John Cleese, Michael Palin, Eric Idle, Terry Jones, Terry Gilliam
- Guest star: Carol Cleveland

### Sketch
- Sangue, devastazione, morte, guerra e orrore
- L'uomo che parla con gli anagrammi
- Quiz di anagrammi
- Il dirigente di banca d'affari
- Cavalli pantomimi
- In lotta per la vita
- Cartone animato - I cacciatori di case
- L'ufficio reclutamento
- Sketch del conducente di autobus
- L'uomo che fa ridere in modo irrefrenabile
- Il capitano dell'esercito fa il clown
- Gesti per indicare le pause in una conversazione televisiva - "La storia del Bols"
- Annunciatori neurotici
- Le notizie con Richard Baker - Solo visione
- Il cavallo pantomimo è un film sugli agenti segreti

## La gara inglese di riassunto di Proust
- Titolo originale: The All-England Summarize Proust Competition
- Diretto da: Ian MacNaughton
- Scritto da: Graham Chapman, John Cleese, Michael Palin, Eric Idle, Terry Jones, Terry Gilliam, David Sherlock
- Guest star: Carol Cleveland

### Sketch
- Il concorso "I riassunti di Proust"
- La spedizione dei parrucchieri sul Monte Everest
- Cartone animato - "Un magnifico deterioramento"
- Vigili del fuoco
- Il nostro Eamonn
- "Suggerimenti per i party" con Veronica Smalls
- Cartone animato - Rivoluzioni comuniste
- Il laboratorio della lingua
- Lo sketch degli agenti di viaggio
- La teoria sui brontosauri di Anne Elk - Signorina

## La guerra contro la pornografia
- Titolo originale: The War Against The Pornography
- Diretto da: Ian MacNaughton
- Scritto da: Graham Chapman, John Cleese, Michael Palin, Eric Idle, Terry Jones, Terry Gilliam
- Guest star: Lyn Ashley

### Sketch
- La campagna di pulizia delle casalinghe Tory
- Gumby, specialista di cervelli
- Cartone animato - Apprezzamento d'arte
- Molluschi - Documentario Tv "dal vivo"
- Il Ministro per il Non Ascolto della Gente
- Documentario del martedì/Storie per i bambini/Trasmissione del partito politico
- Scuse - Politici
- Spedizione sul Lago Pahoe
- L'intervista più stupida che abbiamo mai realizzato
- Lo sketch più stupido che abbiamo mai fatto

## Gli anni verdi
- Titolo originale: Salad Days
- Diretto da: Ian MacNaughton
- Scritto da: Graham Chapman, John Cleese, Michael Palin, Eric Idle, Terry Jones, Terry Gilliam
- Guest star: Carol Cleveland, Nicki Howorth

### Sketch
- Biggles detta una lettera
- Cartone animato - Pecora volante, incidenti stradali
- L'arrampicata di Uxbridge Road
- La scialuppa di salvataggio
- Le vecchie ficcanaso
- "Vasi"
- Cartone animato - La TV fa male agli occhi
- Lo spettacolo finora
- Il negozio di formaggi
- Philip Jenkinson sui Formaggi Western
- "Salad Days" di Sam Peckinpah
- Scuse
- Le notizie con Richard Baker
- Intervallo: litorale

## Il giro in bici
- Titolo originale: The Cycling Tour
- Diretto da: Ian MacNaughton
- Scritto da: Graham Chapman, John Cleese, Michael Palin, Eric Idle, Terry Jones, Terry Gilliam
- Guest star: Carol Cleveland, John Tomizek

### Sketch
- Il signor Pither
- Clodagh Rogers
- Trotsky
- Smolerks
- Il cinese pazzo per il Bingo
- Cartone animato - "Jack in Box"

## L'organista nudo
- Titolo originale: The Nude Organist
- Diretto da: Ian MacNaughton
- Scritto da: Graham Chapman, John Cleese, Michael Palin, Eric Idle, Terry Jones, Terry Gilliam
- Guest star: Carol Cleveland

### Sketch
- Una bomba sull'aereo
- Un uomo nudo
- Case popolari realizzate dai personaggi della letteratura inglese del diciannovesimo secolo
- L'interscambio della M1 realizzato dai personaggi del "Paradiso perduto"
- Mystico e Janet - Appartamenti costruiti dall'ipnosi
- "L'ora dell'obitorio"
- Cartone animato - Animatore, Dischi volanti
- Finale olimpica di nascondino
- Corse di asini
- I signori Risate Facili
- La corrida
- Il club britannico del "Beh, fondamentalmente"
- Cartone animato - Apertura di Algon
- I prezzo sul pianeta Algon

## La malattia di E. Henry Thripshaw
- Titolo originale: E. Henry Thripshaw's Disease
- Diretto da: Ian MacNaughton
- Scritto da: Graham Chapman, John Cleese, Michael Palin, Eric Idle, Terry Jones, Terry Gilliam
- Guest star: Carol Cleveland

### Sketch
- "Agenzia del lavoro Tudor
- La libreria pornografica
- Contrabbandieri di pornografia in epoca elizabettiana - Sir Philip Sidney
- Cartone animato - "Ragazzi gay in schiavitù"
- Disturbi insensati - Il reverendo Arthur Belling
- Cartone animato - Galleria di caccia
- Lo sketch della ripetizione libera di parole incerte, di un autore sottovalutato
- "C'è?"... Una vita dopo la morte?
- L'uomo che pronuncia le parole nell'ordine sbagliato
- La malattia di Thripshaw
- Rumori senza senso
- Il parroco che beve Sherry

## Dennis Moore
- Titolo originale: Dennis Moore
- Diretto da: Ian MacNaughton
- Scritto da: Graham Chapman, John Cleese, Michael Palin, Eric Idle, Terry Jones, Terry Gilliam
- Guest star: Carol Cleveland

### Sketch
- "Stasera si boxa" - Jack Bodell contro Sir Kenneth Clark
- Dennis Moore: lupini
- Cosa predicono le stelle
- Dottore
- Cartone animato - Avvocati di vittime di incidenti autostradali
- Discussione: TV 4 o non TV 4
- Ancora Dennis Moore
- La mostra dei babbei ideali
- Cartone animato - Piano 38º
- Il negozio di alcolici
- Di nuovo Dennis Moore
- "Pregiudizio"

## Un libro prima di dormire
- Titolo originale: A Book at Bedtime
- Diretto da: Ian MacNaughton
- Scritto da: Graham Chapman, John Cleese, Michael Palin, Eric Idle, Terry Jones, Terry Gilliam
- Guest star: Carol Cleveland

### Sketch
- "Un libro prima di dormire"
- Gli scozzesi McKamikaze
- Non c'è tempo da perdere
- Cartone animato - Non c'è tempo per... impressionarsi
- Ancora gli scozzesi McKamikaze
- Cartone animato - 2001
- Pinguini
- Lo scozzese inesploso
- Trova lo strambo
- Documentari concorrenti
- "Il medico di papà" - Trailer
- "La checca di papà" - Trailer

## Tribuna
- Titolo originale: Grandstand
- Diretto da: Ian MacNaughton
- Scritto da: Graham Chapman, John Cleese, Michael Palin, Eric Idle, Terry Jones, Terry Gilliam
- Guest star: Carol Cleveland

### Sketch
- Introduzione di Thames TV
- "Premi di varietà": Dickie Attenborough
- Lo sketch di Oscar Wilde
- Cartone animato - Domestica a ore
- Il frigo di David Niven
- Il film di Pasolini "Il terzo test match"
- Un cervello nuovo da Curry
- Il donatore di sangue
- Scambio di coppie internazionali
- Riconoscimenti dell'anno
- Lo sketch del parroco sporcaccione